# Crisoma ulldaurat
El crisoma ulldaurat (Chrysomma sinense) és una espècie d'ocell de la família dels paradoxornítids (paradoxornitidae), tot i que sovint encara se'l troba classificat amb els sílvids (Sylviidae). Es troba en una àrea extensa del subcontinent indi i el sud-est asiàtic. El seu hàbitat el conformen els matollars i els herbassars, tant de zones seques com humides, bé com les terres de conreu. El seu estat de conservació es considera de risc mínim.

## Taxonomia
Tradicionalment el gènere Chrysomma es classificava dins de la família dels timàlids (Timaliidae), però se'l traslladà a la família dels sílvids (Sylviidae) quan es demostrà la seva proximitat genètica amb els membres del gènere Sylvia.
El Congrés Ornitològic Internacional, en la seva llista mundial d'ocells (versió 10.2, 2020) el transferí finalment a la família dels paradoxornítids (Paradoxornithidae). Tanmateix, el Handook of the Birds of the World i la quarta versió de la BirdLife International Checklist of the birds of the world (Desembre 2019), aquest tàxon apareix classificat encara dins de la família dels sílvids.